# 1919 en bande dessinée

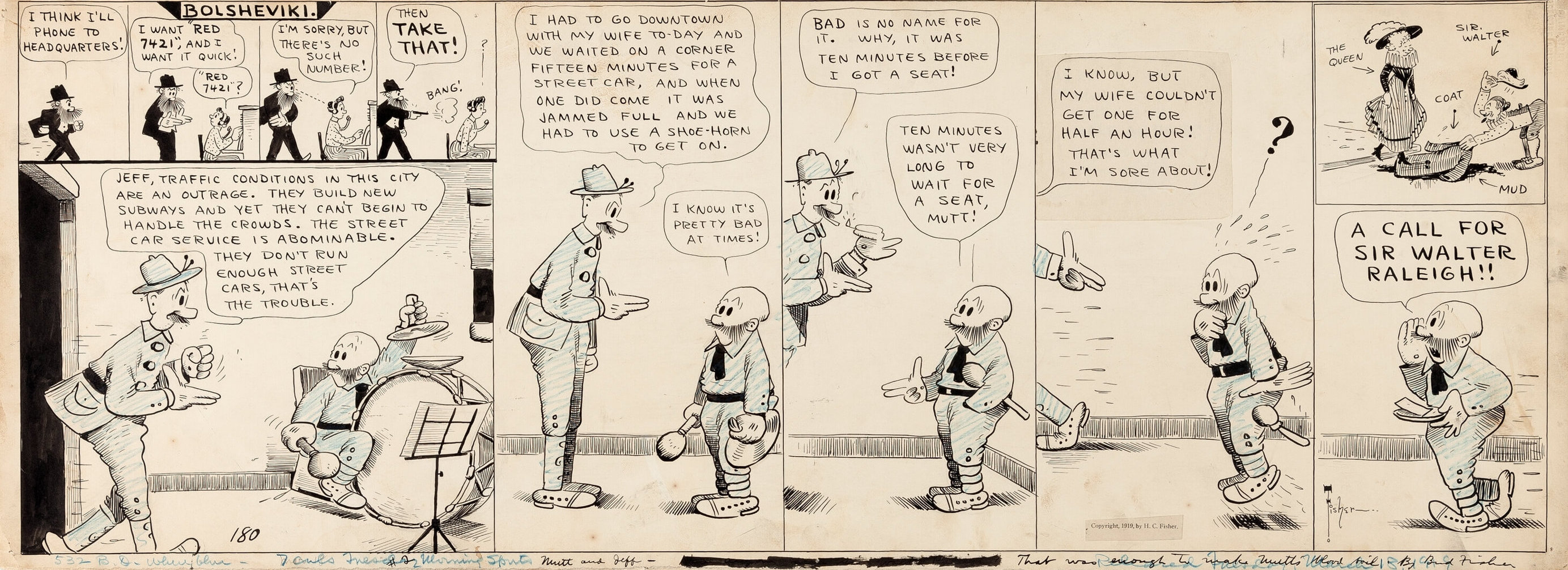
dessin réalisé en 1919

| Années de la bande dessinée : 1916 - 1917 - 1918 - 1919 - 1920 - 1921 - 1922    |
| Décennies de la bande dessinée : 1880 - 1890 - 1900 - 1910 - 1920 - 1930 - 1940 |

Cet article présente les faits marquants de l'année 1919 en bande dessinée.

## Évènements
- à compléter

## Nouveaux albums
Voir aussi : Albums de bande dessinée sortis en 1919
| Sortie | Titre                    | Scénariste | Dessinateur    | Coloriste | Éditeur            |
| ------ | ------------------------ | ---------- | -------------- | --------- | ------------------ |
| ?      | Bécassine chez les Turcs | Caumery    | Joseph Pinchon |           | Gautier-Languereau |
| ?      | …                        |            |                |           |                    |

## Naissances
- 19 janvier : Tim, dessinateur satirique et sculpteur français d'origine polonaise
- 22 mars : Bernie Krigstein
- 1er mai : Win Mortimer, dessinateur de comics
- 3 mai : John Cullen Murphy, dessinateur de comics
- 13 juillet : Joe Gill, scénariste de comics
- 12 décembre : Dan DeCarlo, auteur de comics